# Andréi Zamkovói
Andréi Víktorovich Zamkovói –en ruso, Андрей Викторович Замковой– (Svobodni, URSS, 4 de julio de 1987) es un deportista ruso que compite en boxeo.
Participó en tres Juegos Olímpicos de Verano, entre los años 2012 y 2020, obteniendo dos medallas de bronce, en Londres 2012 y Tokio 2020, ambas en el peso wélter. Ganó dos medallas en el Campeonato Mundial de Boxeo Aficionado, oro en 2019 y plata en 2009.

## Palmarés internacional
| Juegos Olímpicos   | Juegos Olímpicos      | Juegos Olímpicos  | Juegos Olímpicos |
| Año                | Lugar                 | Medalla           | Categoría        |
| ------------------ | --------------------- | ----------------- | ---------------- |
| 2012               | Londres (Reino Unido) | Medalla de bronce | 69 kg            |
| 2020               | Tokio (Japón)         | Medalla de bronce | 69 kg            |
| Campeonato Mundial |                       |                   |                  |
| Año                | Lugar                 | Medalla           | Categoría        |
| 2009               | Milán (Italia)        | Medalla de plata  | 69 kg            |
| 2019               | Ekaterimburgo (Rusia) | Medalla de oro    | 69 kg            |